# Histioea boliviana
Histioea boliviana är en fjärilsart som beskrevs av Druce 1890. Histioea boliviana ingår i släktet Histioea och familjen björnspinnare. Inga underarter finns listade i Catalogue of Life.